# Knut Myre
Knut Myre (ur. 10 marca 1916 w Kristiania, zm. 22 kwietnia 1989 w Oslo) – norweski urzędnik konsularny i dyplomata.

## Życiorys
Syn Olava Myre (1878-1954), dziennikarza oraz bibliografa, i Evy Holm (1888-1975). Po wstąpieniu do norweskiej służby zagranicznej pełnił funkcje – wicekonsula w Nankingu (1947-1949), sekretarza w Bangkoku (1949-1950), wicekonsula w Bombaju (1950-1951), I sekr. w Nowym Delhi (1953) i w Rzymie (1955-1960) i charge d'affaires przy FAO w Rzymie (1959), konsula w Gdańsku (1960-1964), konsula generalnego w Bilbao (1965) i Los Angeles (1975-1981).